# Moli Yeski Yusef
Moli Yeski Yusef, född 1 januari 1965, är en friidrottare från Tchad. Han deltog vid olympiska sommarspelen 1988 och olympiska sommarspelen 1992.